# Томь-Чумыш
Томь-Чумыш — река в Кемеровской области России. Сливаясь с Кара-Чумышом, образует реку Чумыш в 644 км от его устья. Длина реки 110 км. Площадь водосборного бассейна — 526 км². Высота устья — 290,5 м над уровнем моря.

## Бассейн
(от устья)
- Дальняя (пр)
- Средняя Речка (пр)
- Воинушкина (пр)
- Берёзовая (пр)
- Моховка (пр)
- Чернодыровка (пр)
- Полуяхтовка (лв)
- Каменушка (лв)
- Тихобаевка (лв)
- Дорофеевка (лв)
  - Студенка (лв)
- Косая (лв)
- Алап (лв)
- Чёрная (лв)
- Теплуха (лв)
- Пасос (пр)
- Налимовка (пр)
  - Татарка (пр)
- Каменушка (пр)
- Кармак (лв)
  - Малый Кармак (лв)
- Берёзовая (пр)
- Кедровая (пр)
- Макарьевка (пр)
- Талда (лв)
  - Талдушка (пр)
- Каменушка (лв)
- Игнатов (пр)
- Большая (пр)
- Зинчиха (пр)

## Данные водного реестра
По данным государственного водного реестра России относится к Верхнеобскому бассейновому округу, водохозяйственный участок реки — Чумыш, речной подбассейн реки — Обь от впадения Чулыма без Томи. Речной бассейн реки — (Верхняя) Обь до впадения Иртыша.